# کوه درن
درن (به لاتین: Dren) یک کوه در مقدونیه شمالی است. درن ۱٬۶۶۳ متر بالاتر از سطح دریا واقع شده‌است.